# 용자경찰 제이데커
《용자경찰 제이데커》(勇者警察ジェイデッカー 유우샤케에사츠 제에뎃카아[*])는 선라이즈에서 제작한 다섯 번째 용자시리즈 이자, 다카마츠 용자 시리즈 3부작 중 두 번째 작품이다. 자신의 정체를 숨기고 지내는 다른 용자시리즈와는 달리 이 작품에서는 주인공들이 경찰이라는 신분을 가지고 행동하는 것이 특징이다. 또한 사람과 로봇간의 가슴 따뜻한 이야기를 다루고 있는 것이 이 작품만의 특징이다. 대한민국에서는 《로봇수사대 K캅스》라는 제목으로 1996년 3월 21일부터 1996년 6월 4일까지 MBC를 통해 방송되었다. 이후 1998년과 2000년에 재방송한 바 있다. 그 뒤로는 지상파에서는 다시는 재방송 하지 않았으며 2004년에 투니버스에서 재방송되었다. 이후 어디에서도 재방송 되지 않았다.

## 등장 캐릭터
토모나가 유우타 (최종일)
성우 - 이시카와 히로미 / 이선주
로봇수사대 K캅스의 주인공으로, 초등학교 4학년생. 어느 날 우연히 말려들어간 지하공장에서 배속 이전의 데커드와 만나 서서히 마음을 열고 친해져 간다. 그리고 그것은 마음을 가지지 않은 기계에게 인간과 같은 마음을 부여하기 시작한다. 이후 메모리를 소거당하고 경시청으로 운반되는 데커드를 습격해 오는 범죄 로봇 앞에서 데커드를 감싸려는 유우타. 그리고 기적은 일어나 기능정지, 기억소실 상태의 데커드가 유우타를 지키기 위해 깨어난다. 이후 사에지마 경시총감에 의해, 특례로서 브레이브 폴리스의 보스에 임명된다. 밝고 명랑하며 누구에게나 상냥하지만, 동시에 상당히 울보인 소년. 물론 대단한 정의감과 용기의 소유자. 데커드와는 문자 그대로 깊은 인연으로 맺어져 있다.
사에지마 쥬우죠 (유명한 경찰청장)
성우 - 오오토모 류자부로 / 김기현
경시청의 경시총감이자 브레이브 폴리스 설립의 발안자. 멋들어진 헤어스타일과 정의롭고 고아한 정신의 소유자. 유우타와 데커드의 `우정의 힘`이 일으킨 기적에 주목하여 특례법을 만들면서까지 유우타를 브레이브 폴리스의 보스로 만든 혜안의 소유자이다. 용자 시리즈 3대 미형 중년의 1인으로, 무지막지할 정도의 오버액션과 오버센스를 자랑한다. 명언은 저 유명한 `합체는 폼이 중요하다!` 덧붙여 45세로 독신. 매일 혼자서 괴이쩍은 로봇들과 괴이쩍은 생활을 해내고 있다.
키미츠카 아야코 (박나영)
성우 - 쿠레바야시 타쿠미 / 이진화
유우타의 지인으로 프리 르포 라이터. 상당히 와일드한 스타일의 아가씨로, 정의감이 강하지만, 일처리가 조금 엉성한 편이다. 빌드 팀의 덤프슨과 사이가 상당히 좋다. 어울리는 데가 있는 듯.
오노우에 세이아 (차세라)
성우 - 이시카와 에츠코 / 박영희
방위군의 대장을 맡고 있다. 계급은 일등 육좌(대령)로, 상당히 멋진 여성사관. 빌드 팀의 맥클레인과 사이가 상당히 좋다.
레지나 아르진
성우 - 미야무라 유코 / 기경옥
영국 태생의 소녀. 12세에 스코틀랜드 야드의 영국 브레이브 폴리스 개발주임 직을 맡은 천재 소녀. 어릴 적에 가족을 잃은 어두운 과거를 가지고 있어 상당히 차가운 성격이 되었으나, 유우타와 만나면서 서서히 본래의 밝은 모습을 되찾아간다. 과거에 의한 강박에 시달리고 있으며, 그 때문에 자신이 제작한 듀크에게 `완벽한 마음`을 가지게 하려고 애썼었다.
토도 슌스케 (김박사/개발 주임)
성우 - 츠카다 마사아키 / 故 이영달
브레이브 폴리스의 개발주임. 얼핏 무뚝뚝한 성격이나, 데커드들은 물론이고 보통의 메카라도 매우 소중하게 여기는 상냥한 인물. 사에지마와는 젊은 시절부터 친분이 있었던 듯하다.
아즈마 카즈토 (마상일 부청장)
성우 - 오카 카즈오 / 권혁수
경시청의 부총감으로 상당히 고집쟁이 영감 스타일. 당초에는 데커드와 그의 동료들이 마음을 가졌다는 것조차 인정하지 않았으나 후반부에서 인정한다.
토모나가 아즈키 (최예나)
성우 - 네야 미치코 / 조예신
유우타의 누나이자 토모나가 가의 장녀로, 고교 2년생. 조용하고 얌전한데다 약간 멍한 몽상가적 기질이 있지만, 현재 양친 부재의 토모나가 가의 집안일을 완벽하게 처리할 정도로 꼼꼼한 면이 있다. 항상 동생인 유우타를 아끼며 지켜보고 있는 좋은 누나
토모나가 쿠루미 (최예지)
성우 - 타치바나 미호코 / 이선호
유우타의 누나이자 토모나가 가의 차녀로, 중학교 2년생. 언니와는 달리 약간 이상의 왈가닥으로, 분위기를 잘 타는 편이고 울보인 유우타를 놀릴 때가 많다. 하지만 할 때는 하는 성격.
키타카와 마사키(봉태)
성우 - 쿠레바야시 타쿠미 / 이명숙
아이하라 에미리(나리)
성우 - 타치바나 미호코 / 박영희
타카노 키쿠마로(연수)
성우 - 네야 미치코 / 조예신
유우타의 학교 친구들로 브레이브 폴리스에서 파워죠와 친한 친구사이이다. 삼총사로 남자 둘에 여자(에미리)가 끼어 있다. 용감하고 유타를 은근히 부러워한다.
데커드
성우 - 후루사와 토오루 / 김관철
처음 로봇경찰로 하기 위해 만들어진 로봇이다. 유우타를 만나기 전까지 마음이란 것을 알지 못했으나 친구가 되면서 알게 되었다. 어떠한 어려움이 닥쳐도 유우타와 끈끈한 우정과 믿음으로 헤쳐 나간다. 유우타네 집에서 항시 지키고 있다. 경찰차로 변신한다.
빅팀 올랜도
성우 - 코야스 타케히토 / 최원형
엑셀런트 사라는 곳에서 초 AI의 연구를 하고 있던 인물이나, 노이바에게 살해당하여 기억만 기계에 이식되었다. 이후 다시 거대 로봇의 보디에 기억을 이식, 브레이브 폴리스와 싸우게 되는 비극의 인물.
노이바 포르초이크
성우 - 토비타 노부오 / 안종덕
초AI 연구에서 외도에 가까운 인체실험을 통하여 냉동형에 처해진 어머니의 복수를 위해 개명하고 엑셀런트 사에 잠입하여 악의 전투로봇을 만들어 낸 인물로 본편의 모든 AI 사건의 실질적인 배후 인물이기도 하다.
에바 포르초이크
성우 - 이토 미키 / 조예신
현재의 AI의 기초가 된 하이퍼 컴퓨터를 개발한 여성으로 노이바의 어머니. 장기간 냉동형에 처해져 있으나 중반에 노이바에 의해 각성한다. 장기간 냉동되어 있었기 때문에 그 외모는 젋었을 때와 전혀 변하지 않았다.
파워 죠
성우 - 야마자키 타쿠미 / 홍시호
브레이브 폴리스에서 분위기 메이커로 경시청장과 상당히 비슷한 면이 많다. 특기는 쌍절곤 돌리기이며 어떠한 일이든 화끈하게 밀고 나가는 성미다. 조금 경박스러워 보일 때도 있다. 유우타 친구들과 굉장히 친해서 임무가 없거나 쉬는 날 자주 만난다.
덤프슨
성우 - 호시노 미츠아키 / 이종오
덤프트럭으로 변신하는 로봇. 우직한데다 무슨 일이든 진지하게 보는 편이다. 은근히 보수적이고 완고한 편. 그래서인지 시끌벅적한 파워 죠와 자주 싸운다. 그래도 사건을 해결할 때면 죽이 잘 맞는다. 기자인 아야코와 친하다.
맥클레인
성우 - 오카아유 료타로 / 故 한규희
빌드팀의 지휘관으로서 크레인카로 변신하며 차분하며 냉정을 잃치 않고 이성적인 판단을 내린다. 총을 잘 쏘며 군인적인 모습도 보인다. 그래서인지 여성 사관인 세이아와 상당히 친하다.
건맥스
성우 - 마키시마 나오키 / 안종덕
19화에서 등장하는 오타바이를 타고 다니는 로봇. 유우타에게 '꼬마'라고 놀려대기를 좋아한다. 말을 잘 안 들을 것 같지만 의외로 유우타의 말을 잘 듣는 편(?). 원래는 고속도로 경찰대에 배속되어 있었으나 브레이브 폴리스로 편입된다. 참고로 오토바이는 합체할 때 무기도 된다.
듀크
성우 - 모리카와 토시유키 / 이병식
25화부터 등장하는 로봇으로 비밀리에 영국에서 만들어져 침착하며 이성적이고 냉정한 편이다. 구급차로 변신하며 검술능력도 뛰어나다. 브레이브 폴리스의 제작자인 레지나를 '레이디'라고 부른다. 다른 로봇들에 비해 말이 없는 편으로, 필요한 말만 한다.
드릴보이
성우 - 유우키 히로 / 이선호
축구를 아주 좋아하며 형사들에게 자주 혼나는 편. 제트기와 드릴 탱크로 변형한다. 개구쟁이이며 수준은 다른 형사들에 비해 정신연령이 상당히 낮은 것 같다. 복잡하게 생각하기보다는 단순한 것을 좋아하며 약간 잘난 체가 심하다.
섀도우마루(쉐도우Z)
성우 - 타치키 후미히코 / 김영훈
비밀임무와 잡임을 위해 만들어진 로봇. 여러 가지 변형할 수 있는 다재다능형으로 다른 형사들에 비해 특수한 기능을 가지고 있다. 개와 흡사한 모습과 기능을 가졌다. 거의 조사하는 것을 주임무로 하기 때문에 자주 나오지는 않는다. 사건이 벌어지면 거의 해결해 낼 정도로 믿음직스럽다.
카케로우(미러)
성우 - 나카하라 시게루 / 안종덕
섀도우마루의 존재로 인해 자신의 기억이 삭제되는 것이 두려워 사라졌다 다시 나타났다. 이후 AI가 엑셀런트 사의 잠수함 '어비스'에 조립되고 본체는 자신과의 뜻과 달리 파괴활동이 프로그램화된 인공지능을 탑재하고 있다.
치프턴
성우 - 故 마츠오 긴조 / 권혁수
유우타(최종일)의 담임선생님
성우 - 이시카와 에츠코 / 기경옥
자주 등장하지는 않으며, 유우타가 하는 일을 이해하지만 그래도 학교에는 빠지지 않기를 바라고 있다.
토모나가 부부
부-토모나가 유이치로(최규연)
성우 - 시로야마 켄 / 권혁수
처-토모나가 아마미(우영미)
성우 - 이시이 나오코 / 기경옥
유우타, 아즈키, 쿠루미의 부모님. 고대 유물을 연구하기 위해 타지에 나가있다. 아버지는 고고학자. 집에 잠깐 들렀을 때 마야나 잉카문명에서나 봄직한 나무인형을 가지고 왔는데, 그 인형에서 나비 같은 큰 생물체가 깨어나 난리가 난 적이 있었다. 아버지는 상당히 개성적인 사람이지만 어머니는 평범하다. 연구를 위해 다시 떠난다.
카피아
성우 - 야마자키 타쿠미 / 김영훈
하이자스 인에 의해 정신을 바꾸는 것을 받게 되자 자신의 별을 떠나게 된다. 지구가 하이자스 인들의 다음 목표임을 알고 아즈키의 남자친구 속으로 들어간다. 하이자스 인들의 공격을 막아주고 데커드를 데려가려 하지만, 다시 빅팀 올랜도를 데리고 자신의 별로 돌아간다.
카시와자키 마사야(창수)
성우 - 야마자키 타쿠미 / 김영훈
아즈키를 좋아하지만 고백을 못하고 우유부단하게만 있는다. 그래도 용기를 가지고 임하는 편, 카피아가 몸속으로 들어가 내면에 머물러 있었지만 카피아를 이해하는 착한 소년.
하이자스인
성우 - 故 소가베 카즈유키 / 권혁수
자신들의 마음에 안 든다 싶으면 일종의 정신을 바꾸는 교육을 하는데 혹 멸망하게 할지도 모른다. 점점 어두워진다고 판단해 지구까지 왔지만 지구인들의 진정한 마음을 알고는 돌아간다.

## 한국판 성우진 (MBC)
- 이선주 - 최종일
- 김관철 - 데커드 / 제이데커 / 파이어 제이데커(메인)
- 김기현 - 내레이션 / 유명한 경찰청장
- 권혁수 - 마상일 차장 / 치프턴 / 최규연 박사(최종일 아버지) / 기가슈타인 박사 / 고반장(14화)
- 홍시호 - 파워죠 / 마지막 치프턴
- 이종오 - 덤프 / 데이빗 아르진(레지나 아버지)
- 故 한규희 - 맥클레인 / 빌드타이거 / 슈퍼 빌드타이거
- 박영희 - 차세라(중대장) / 나리
- 김영훈 - 섀도우 Z / 차인식(세라 남동생) / 창수(예지 남자친구) / 카피아
- 이진화 - 박나영(여기자)
- 기경옥 - 레지나 아르진 / 담임 선생님 / 오장호 엄마
- 이선호 - 최예지 / 드릴보이
- 조예신 - 최예나 / 에바 포르초이크
- 이영달 - 박사 / 생체병기 파일럿
- 최원형 - 빅팀 / 괴도 라이어(14화) / 오장호(31화)
- 이병식 - 듀크 / 듀크 파이어 / 파이어 제이데커(서브)
- 안종덕 - 건맥스 / 노이바 포르초이크
- 이명숙 - 봉태 / 창수 엄마

## 에피소드 목록

### 1994년
1994년 2월부터 12월까지 토요일에 방송된 에피소드 목록이다. 📽️
| 회차   | 원제                                       | 한국어 제목                      | 한국어 방송분(MBC) 주제                 | 비고            |
| ------ | ------------------------------------------ | -------------------------------- | --------------------------------------- | --------------- |
| 제01화 | ロボット刑事登場                           | 로봇경찰 탄생!                   | 데커드 등장                             |                 |
| 제02화 | その名はジェイデッカー                     | 합체! 제이데커                   | 제이데커 합체                           |                 |
| 제03화 | 心ある仲間たち                             | 마음이 있는 동료들               | ?                                       |                 |
| 제04화 | ボスは小学4年生                            | 대장은 초등학생                  | 용감한 초등학생                         |                 |
| 제05화 | 人造巨龍ガワン                             | 드래곤의 비밀                    | 드래곤의 습격                           |                 |
| 제06화 | トレンドにご用心                           | 유행에 민감하세요?               | 피에로 등장                             |                 |
| 제07화 | 大倒壊                                     | 무적 타이거로 합체하라           | 합체 실패                               |                 |
| 제08화 | 完成! ビルドタイガー                       | 빌드 타이거 완성되다             | 빌드 타이거 합체                        |                 |
| 제09화 | 消えた彫像の謎                             | 사라진 조각의 비밀               | 박우남 박사 등장                        |                 |
| 제10화 | 影の刑事                                   | 미러의 비밀을 파헤쳐라           | 다섯번째 대원 쉐도우 제트 등장          |                 |
| 제11화 | 激闘! シャドウ丸                           | 로봇대원의 눈물                  | 신두수 행방                             |                 |
| 제12화 | よみがえる古代昆虫                         | 고대 곤충의 부활                 | 바라메스와의 싸움                       |                 |
| 제13화 | ロボット強盗団を追え                       | 은행털이 로봇강도단              | 데커드 부상                             |                 |
| 제14화 | 6人目の仲間                                | 여섯번째 대원 드릴보이           | 여섯번째 대원 드릴보이 등장             |                 |
| 제15화 | 3万年の友情                                | 3만년의 우정                     | 슈퍼 빌드 타이거 합체                   |                 |
| 제16화 | 帰ってきた宿敵                             | 괴도라이어와 수사과 고반장       | 고형사 VS 괴도라이어                    |                 |
| 제17화 | 邪神インティ                               | 욕망의 악신 인티                 | 세뇌를 당한 맥클레인                    |                 |
| 제18화 | パンダ注意報!?                             | 판다 경보!                       | 거대한 판다 등장                        |                 |
| 제19화 | 爆走! 白バイ刑事                           | 오토바이 순찰대원 건맥스         | 일곱번째 대원 건맥스 등장               |                 |
| 제20화 | 狂った砂時計                               | 망가진 모래시계                  | 건맥스 아머 무장                        |                 |
| 제21화 | 手錠の逃亡者                               | 도망자                           | 제이데커 맥스캐논포 무장                |                 |
| 제22화 | 仮面勇者ダンプソン                         | 복면용자 덤프슨                  | ?                                       |                 |
| 제23화 | ぼくの妖精                                 | 드릴보이와 요정                  | 드릴보이의 눈물                         |                 |
| 제24화 | 七人の刑事                                 | 칠인의 로봇수사대원              | 유명한 총장의 추억                      |                 |
| 제25화 | デッカード殉職                             | 깨어나라, 데커드!(데커드의 최후) | 데커드의 죽음과 듀크파이어 등장         |                 |
| 제26화 | 新しいリーダー                             | 영국에서 온 기사                 | 레지나 아르진과 여덟번째 대원 듀크 등장 |                 |
| 제27화 | 完璧な涙                                   | 분노와 증오를 넘어서             | 치프턴에게 세뇌를 당한 데커드           |                 |
| 제28화 | デッカード再び                             | 데커드의 부활                    | 기억을 되찾은 데커드                    |                 |
| 제29화 | 合体!ファイヤージェイデッカー              | 합체! 파이어 제이데커            | 파이어 제이데커 합체                    |                 |
| 제30화 | 地下都市SOS!                               | 긴급구조 지하도시                | 지하도시의 사고                         |                 |
| 제31화 | 姿なき犯罪者                               | 모습이 없는 범죄자               | ?                                       | 1994.9.3 결방   |
| 제32화 | 台風が来た!                                | 위험한 태풍의 눈                 | 파이어 제이데커 맥스캐논 포 무장        |                 |
| 제33화 | 小さな勇者                                 | 덤프와 드릴보이가 작아졌어요!    | 작아진 덤프와 드릴보이                  |                 |
| 제34화 | パワージョーの恋                           | 파워죠의 사랑                    | 파워죠의 눈물                           |                 |
| 제35화 | 勇者警察ブレイブポリスパワーアップ計画     | 명중률 98.91퍼센트               | 데커드의 인간적인 부분                  |                 |
| 제36화 | 故郷は遠く                                 | 복제인간의 슬픔                  | 오장호 박사 등장                        |                 |
| 제37화 | 鯨神狩り                                   | 분노한 고래의 노래               | 도영태 박사의 눈물                      |                 |
| 제38화 | オバケだよ全員集合                         | 귀신소동                         | 천재 과학자 매기 데몬 등장              | 1994.10.29 결방 |
| 제39화 | マシンの魂                                 | 박사님이 사랑한 아들             | 머신 차들의 싸움                        |                 |
| 제40화 | ブレイブポリス解散!                        | 로봇수사대가 해체된다            | 마음과 슬픔                             |                 |
| 제41화 | レジーナ・追憶                             | 레지나의 추억                    | 영국에서 돌아온 레지나 아르진           |                 |
| 제42화 | 宇宙からの侵略者                           | 우주에서 온 침략자               | 바라크론과의 싸움                       |                 |
| 제43화 | シャドウ丸大砲変化! 必殺!!ブレイブキャノン | 정의의 사도 우주경찰             | 우주 경찰 등장                          |                 |
| 제44화 | 奪われたボス!                              | 빼앗긴 보스                      | ?                                       |                 |
| 제45화 | ビッグ・マザー                             | 위대한 어머니                    | 노이바 포르초이크 등장                  |                 |

### 1995년
1995년 1월 토요일에 방송된 에피소드 목록이다.
| 회차   | 원제           | 한국어 제목       | 한국어 방송분(MBC) 주제 | 비고            |
| ------ | -------------- | ----------------- | ----------------------- | --------------- |
| 제46화 | 史上最大の犯罪 | 하메룬의 피리     | 에바 포르초이크의 부활  | 1994.12.31 결방 |
| 제47화 | ハートtoハート | 마음에서 마음으로 | 매드 마더의 전투        |                 |
| 제48화 | さよなら勇太   | 출동이다 데커드!  | 전설의 기사가 된 빅팀   |                 |

## 관련 상품

### 비디오
- 용자경찰 제이데커 전 12권(각권 4화 수록) (1994년 8월 16일 ~ 1995년 7월 28일)

### CD
- 용자경찰 제이데커 오리지널 사운트트랙 1 (1994년 4월 21일 출시)
- 용자경찰 제이데커 오리지널 사운트트랙 2 (1995년 1월 1일 출시)
- 용자경찰 제이데커 CD 미스터리 극장 수수께끼의 초대장 ~지금 진실이 밝혀질 때~ (1994년 11월 30일 출시)

### DVD
- 용자경찰 제이데커 DVD-BOX I (2006년 5월 24일 출시)
- 용자경찰 제이데커 DVD-BOX II (2006년 6월 21일 출시)

### 블루레이
- 용자경찰 제이데커 30주년 기념 Blu ray BOX I (2024년 7월 24일 출시)
- 용자경찰 제이데커 30주년 기념 Blu ray BOX II (2024년 10월 23일 출시)